# Stranvaesia oblanceolata
Stranvaesia oblanceolata là loài thực vật có hoa trong họ Hoa hồng. Loài này được (Rehder & E.H. Wilson) Stapf miêu tả khoa học đầu tiên năm 1924.